# 鍾耀光
鍾耀光（1956年—）， 出生於香港，打擊樂演奏家、作曲家，1991年起定居台灣，曾任台北市立國樂團團長。

## 生平
鍾耀光於香港出生，由潘裔光老師啟蒙音樂基礎課程相關訓練， 1974年加入香港浸會學院音樂系西洋管弦樂團擔任打擊演奏。  鍾耀光於1977年前往美國進修，他先就讀費城演藝學院(Philadelphia College of the Performing Arts)，之後再進入紐約市立大學布魯克林學院(The City University of New York: Brooklyn College)主修打擊，並於1982年獲碩士學位。  畢業後鍾耀光考入香港管弦樂團，擔任打擊樂副首席，後來更成立了「香港敲擊樂團」，為了讓樂團能夠演出更多相關之曲目，因此鍾耀光自學理論作曲，來改編作品給樂團演出。   他於1986年創作馬林巴琴獨奏加上7位打擊樂手的作品《兵車行》，並參加美國打擊樂協會所舉辦之作曲比賽奪得冠軍的佳績。  然而鍾耀光因為沒有學習正統理論之相關課程，他於1987年再次前往美國學習作曲與打擊，進入紐約市立大學就讀，向Robert Starer與David Olan學習作曲， 並於1991年取得打擊樂演奏博士、1995年取得作曲博士學位。  他的博士論文《亨策「冰國五景」之理論與演奏分析》獲紐約市立大學巴瑞普年度最佳論文獎。
鍾耀光在1991年時定居於臺灣，原擔任兩廳院企畫組長，1996年轉而任教於臺灣藝術大學，2007年到2015年間擔任臺北市立國樂團團長。 鍾耀光更積極在創作方面，他所創作之作品豐富且類型極為廣泛，從大型西洋管絃樂、器樂獨奏、室內樂、管樂團合奏、中國傳統樂器的協奏曲、大型國樂合奏、傳統戲曲、音樂劇、劇場音樂乃至新世紀(New Age)風格的小品皆有涉獵。  在他於臺北市立國樂團的任內，為了樂團製作多張專輯，並由瑞典BIS唱片公司錄音全球發行，如2017年 《琴懷》（Memories Lost）、  2012年《擊境》（Ecstatic Drumbeat）、 2012年《行雲》（Trombone Fantasy）、  2011年《氣韻》（Harmonious Breath）、   2009年《胡旋舞》（Whirling Dance）等。  鍾耀光曾獲第24屆金曲獎最佳作曲人獎、 第19屆金曲獎最佳編曲人獎， 他於2022年自國立臺灣藝術大學退休，至今仍繼續全心投入作曲，他致力研發木琴多棒演奏技術，並將其應用在他的作品中，從2022年開始，鍾耀光更是成為環球出版社(Universal Edition)之合作作曲家。 

## 獲獎紀錄
- 2013年 第24屆傳藝金曲獎最佳作曲人獎[12]
- 2010年 帶領臺北市國樂團錄製之《胡旋舞》（Whirling Dance）專輯獲得臺灣第21屆金曲獎「評審團獎」與「最佳民族音樂專輯」[15]
- 2008年 第19屆傳藝金曲獎最佳編曲人獎[13]
- 2000年 作品《永恆之城》獲香港中樂團21世紀國際作曲比賽原創組冠軍。
- 1991年 博士論文《亨策「冰國五景」之理論與演奏分析》獲紐約市立大學巴瑞普年度最佳論文獎。
- 1987年 獲美國路易維爾交響樂團50週年紀念獎
- 1986年 作品《兵車行》獲美國打擊樂協會作曲比賽冠軍。

## 演奏專輯
- 2017年 《琴懷》（Memories Lost）（BIS發行）。 [7]
- 2012年 《望雨：臺灣歌謠首部曲》 [16]
- 2012年 《擊境》（Ecstatic Drumbeat）（BIS發行） [8]
- 2012年 《行雲》（Trombone Fantasy）（BIS發行） [9]
- 2011年 《氣韻》（Harmonious Breath） （BIS發行） [10]
- 2009年 《胡旋舞》（Whirling Dance）（BIS發行） [11]
- 2008年 《鍾耀光的管樂世界-節慶專輯》 (喜瑪拉雅發行) [17]

## 創作作品
- 2019年《匯流》第二號鋼琴協奏曲
- 2018年《水淹金山寺-白蛇傳》
- 2017年《二二八民主頌》
- 2016年《乒乓協奏曲》
- 2015年《北管交響曲》
- 2014年《樓蘭女》揚琴協奏曲
- 2013年《匏樂》笙協奏曲
- 2013年《傾城之戀》
- 2013年《清明上河圖》國樂合奏曲
- 2013年《臺北六部曲T.A.I.P.E.I.》
- 2012年《匏樂》給笙與國樂團
- 2011年《客家序曲》給大型國樂團
- 2010年《絲路以外》給弦樂四重奏與國樂團
- 2010年 雙協奏曲《霸王別姬》給京胡、大提琴與國樂團
- 2010年《定音鼓協奏曲》給定音鼓獨奏與國樂團
- 2010年《孟小冬》京劇歌唱劇,國樂團伴奏
- 2010年《蒙古幻想曲》給大提琴與國樂團
- 2010年《蒙古幻想曲》給長號與國樂團
- 2009年《長號協奏曲》給長號與國樂團
- 2009年《第二薩克斯風協奏曲》給薩克斯風與國樂團
- 2009年《打擊樂協奏曲》給打擊樂獨奏與國樂團
- 2008年《長笛協奏曲》給長笛與國樂團
- 2008年《二胡協奏曲》給二胡與國樂團
- 2008年《城市交響曲》給大型國樂團
- 2008年《騰龍》給大型國樂團
- 2008年《望月聽風》給大型國樂團
- 2008年《七拍子即興曲》給Zarb手鼓三重奏與國樂團
- 2008年《動感飛天》給大型國樂團
- 2008年《雙樂團協奏曲》給管弦樂團與國樂團
- 2007年《胡旋舞》給長笛與國樂團
- 2007年《尋》管子獨奏與編鐘及拉弦樂器
- 2007年《節慶》(國樂版)
- 2007年《第一號薩克斯風協奏曲》給薩克斯風與國樂團
- 2007年《快雪時晴》
- 2006年《客家四季》：林昭亮與美國Sejong獨奏家樂團在台灣世界首演
- 2006年《位移》給琵琶與打擊樂二重奏
- 2006年《天罡北斗陣》給嗩吶與小型國樂團
- 2006年《風入松》給小型國樂團
- 2005年《打擊樂協奏曲》給四位打擊樂手與國樂團
- 2005年《桐蔭清夢》
- 2005年《望月聽風》九重奏
- 2004年《超時空的城牆》給編鐘及大型國樂團
- 2003年《楊家將》琵琶協奏曲
- 2002年《風紋》
- 2001年《國畫世界》給大型國樂團
- 2001年《聽泉》為薩克管、二胡、古箏、打擊而作
- 2000年《吹打樂21》
- 2000年《永恆之城》大型國樂團作品
- 1999年《永恆之城》為大型國樂團而作
- 1999年《千禧樂》為大型國樂團而作
- 1999年《水鼓子II》為編鐘、二位打擊獨奏與國樂團而作
- 1998年《弦詩》三弦獨奏曲
- 1998年《山祭》為三弦與四把大提琴而作
- 1998年《水鼓子》為二位打擊獨奏與國樂團而作
- 1997年《大地之舞》與《草蟆弄雞公》
- 1996年《將軍令》為琵琶、二弦、三弦、洞簫、與二位打擊而作
- 1996年《第四號鼓樂》打擊樂六重奏
- 1992年《節慶》管樂團作品
- 1986年《兵車行》

## 專訪報導
- 鍾耀光個人網站 （页面存档备份，存于）
- 臺灣音樂群像 鍾耀光 （页面存档备份，存于）
- 台北市立國樂團團長鍾耀光的跨界音樂路鍾耀光從傳統到創新的音符 （页面存档备份，存于）
- 钟耀光的音乐世界的主页_土豆视频 （页面存档备份，存于）